# Squantum Point Park
Das Gebiet Squantum Point Park ist ein 50 Acres (ca. 20 ha) großer State Park in Quincy im Bundesstaat Massachusetts der Vereinigten Staaten. Der Park wird vom Department of Conservation and Recreation (DCR) verwaltet und ist Teil des Metropolitan Park System of Greater Boston. Er wurde nach der gleichnamigen Halbinsel in Quincy benannt, auf der sich das Parkgelände befindet.

## Beschreibung
Der Park ist ganzjährig von Sonnenauf- bis Sonnenuntergang geöffnet. Vom Park aus ist die Bostoner Skyline auf der anderen Seite des Boston Harbor zu sehen, und dutzende Arten von wilden Vögeln beleben das Schutzgebiet. Der Park liegt auf dem Gelände des ehemaligen Militärflugplatzes Naval Air Station Squantum, von dem heute nur noch ein 2.700 ft (822,96 m) langes Stück der Landebahn übrig ist. Ebenfalls dort befand sich bis 1986 die Werft Fore River Shipyard der Bethlehem Shipbuilding Corporation, in der das Unternehmen Zerstörer für die Navy baute.
Das DCR hat auf dem Gelände einen Uferpark entwickelt und dabei sowohl ein Rückzugsgebiet für Vögel geschaffen als auch die Spuren der fliegerischen Vergangenheit bewahrt. Der Park wurde offiziell im Juni 2001 eröffnet und ist heute ein beliebter Ort für Vogelbeobachtungen sowie ein Aussichtspunkt auf den Hafen. Der Park ist mit öffentlichen Verkehrsmitteln über den MBTA-Bus Nr. 211 sowie die Red Line zu erreichen.